# 오토리노 레스피기
오토리노 레스피기(이탈리아어: Ottorino Respighi, 1879년 7월 9일 ~ 1936년 4월 18일)는 이탈리아의 작곡가이다.

## 생애
어릴 때 음악가이던 아버지에게 기초를 배우고 이어 1891년 고향의 볼로냐 음악원에서 바이올린과 비올라를 공부하였다. 1899년 졸업하고, 1900년 12월 21세의 나이에 러시아의 상트페테르부르크 왕립 극장에 비올라 주자로 취직하였다. 여기서 니콜라이 림스키코르사코프와 막스 브루흐를 알았으며 작곡에 대한 조언과 개인적인 교수를 받았다. 특히 림스키코르사코프의 영향은 컸으며, 후의 레스피기의 작풍, 특히 관현악법에 결정적인 방향을 제시받게 되었다. 1910년, 일단 귀국했다가 다음해 베를린으로 가서 브루흐에게 사사하였다. 그 뒤로 얼마 동안 연주 활동을 계속하였으며 그 동안에 발표한 여러 작품으로 점차 작곡가로 인정받게 되었고 1913년 34세 때에는 로마에 있는 명문 산타체칠리아 음악원 작곡가 교수로 초빙되어 로마에 정주했으며 작곡가·지휘자·연주가로 다방면의 활동을 하여 점점 이탈리아 악계에서 중요한 위치를 차지하게 되었다. 1932년 53세 때 이탈리아 학사원 회원이 되었다. 해외 연주 여행도 횟수를 거듭하여, 20세기 전반의 이탈리아가 낳은 가장 뛰어난 작곡가로 내외에서 인정받기에 이르렀다. 유행성 감기가 악화하여, 이것이 원인이 되어 심장병이 병발되어 1934년 4월 18일 로마에서 56세로 일생을 마쳤다.

## 작품
레스피기는 오페라에 열중하는 작곡가가 압도적으로 많은 이탈리아에서 놀랍게도 세계에 통용되는 기악곡을 남겼다. 특히 스승인 니콜라이 림스키코르사코프에게 전수한 훌륭한 관현악법을 구사한 교향시 〈로마의 분수〉, 〈로마의 소나무〉. 〈로마의 축제〉 등의 3작품이 유명하다.
- 로마의 분수

1917년 작곡한 교향시이다. 로마에는 유명한 분수가 수없이 있는데, 레스피기는 그 중에서 4개를 골라 그것들이 아름답게 보이는 새벽, 아침, 낮, 저녁 때의 인상을 음화(音畵)로 꾸민 작품이다.
- 로마의 소나무

1924년 45세 때의 작품이다. 로마에 정주한 뒤 로마의 풍물은 레스피기의 마음을 사로잡았지만 몇 세기에 걸쳐 살아 있으며 로마의 역사를 보아 온 노목이 〈로마의 분수〉에 이어 새로운 교향시의 제재로 뽑혔다. 로마의 4곳의 소나무가 묘사되고 있지만 여기서 레스피기가 의도한 것은 현실의 소나무를 회화적으로 묘사한 것은 아니다. 고대·중세에 세계를 지배한 로마에 대한 향수와 환상이 분위기적으로 묘사되고 있다.